# チャパクア

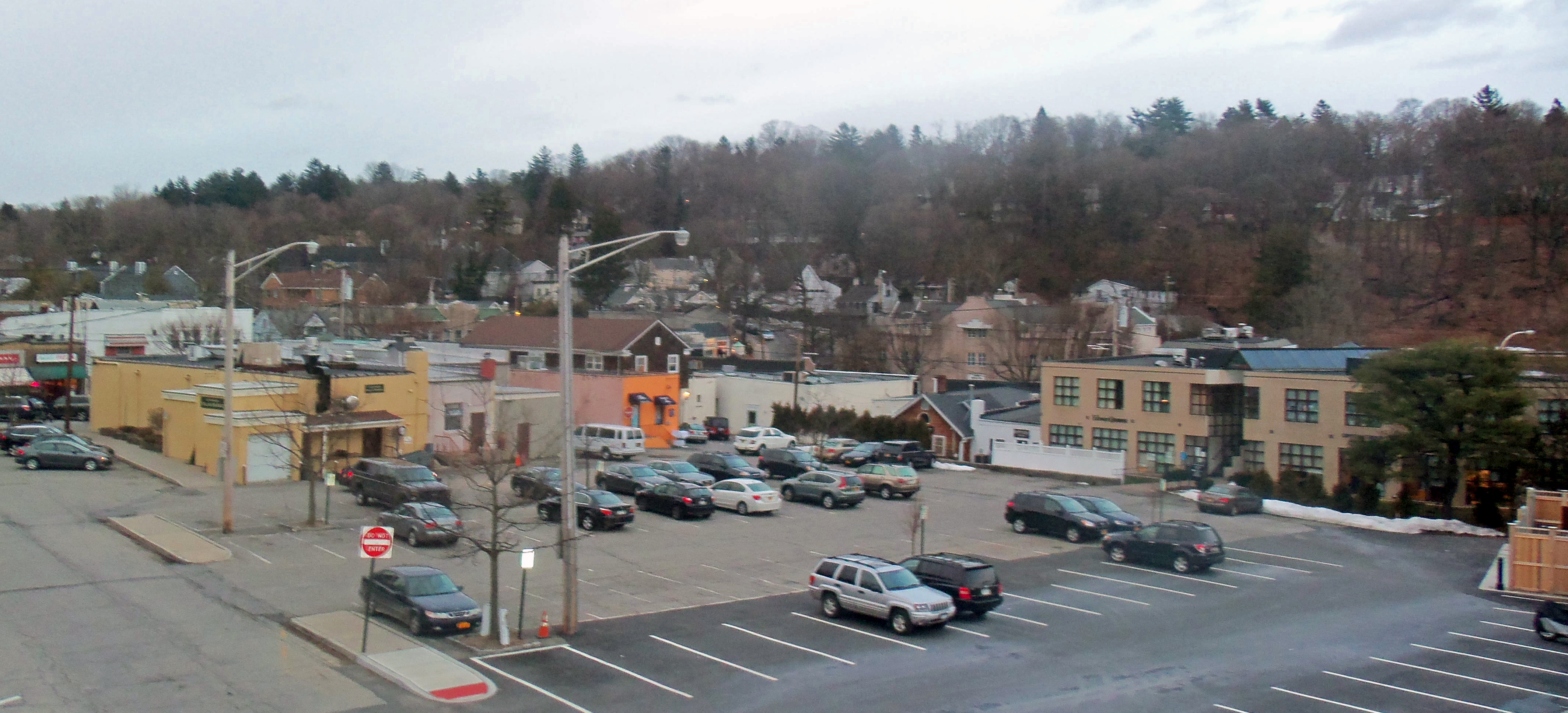
チャパクアのダウンタウン。

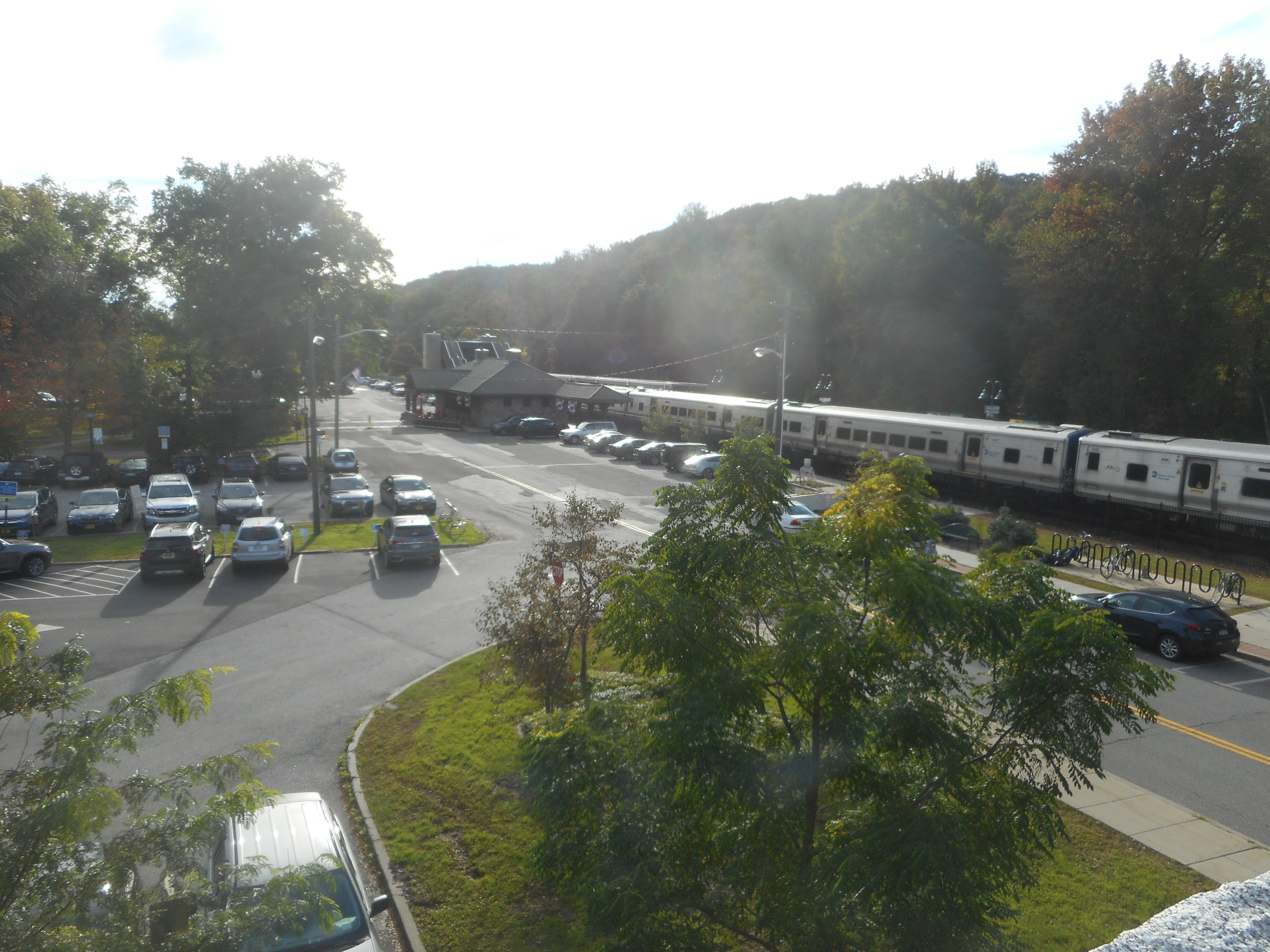
チャパクア駅前に駐車して、ニューヨーク市内へ通勤。

チャパクア（英語: Chappaqua）は、アメリカ合衆国ニューヨーク州のウエストチェスター郡にある村。ニューキャッスル町の中にあり、国勢調査指定地域（CDP）になっている。

## 概要
チャパクアはニューヨーク市の北約50キロメートル（30マイル）にある、ハドソン川の東岸にある1.2平方キロメートル（0.45平方マイル）の土地にある。この集落には、メトロノース鉄道のチャパクア駅がある。 ニューヨーク州議会では、ニューヨーク州議会の93区に当たり、ニューヨーク州上院の40区に当る。アメリカ合衆国議会では、ニューヨークの17区になる。
チャパクアは1730年代にクエーカー教徒のグループによって設立され、以前のニューヨーク・トリビューン紙の編集者であり米国議会議員であるホレス・グリーリーが自宅を構えて、現在はグリーリー・ハウス（Greeley House）としてアメリカ合衆国国家歴史登録財になっている。
2000年の国勢調査によると、人口は9,468人、世帯数3,118で、家族数は2,687であった。人口密度は389.7/平方キロメートル (1,009.8/平方マイル）、住宅の個数は3,181 で、住宅の平均密度は130.9/平方キロメートル（339.3/平方マイル）。人種別統計は、白人91.80%、アフリカ系アメリカ人0.94%、アメリカ原住民系0.03%、アジア人系5.62%などであった。ヒスパニック系2.55%、イタリア系14.3%、ロシア系11.4%、アイルランド系10.6%、イギリス系6.0%、ドイツ系5.7%などであった。住民の第一言語は、英語話者が92.4%で、スペイン語話者が3.6%、イタリア語話者が1.0%であった。
1990年代後半から、ビル・クリントン前大統領とヒラリー・クリントン前国務長官がチャパクアに住んでいる。

## 教育
チャパクア住人の親は一般に教育熱心で、ホレス・グリーリー高校（Horace Greeley High School）を含むチャパクア中央教育地区（Chappaqua Central School District）に対する期待が大きい。

## 交通
メトロノース鉄道ハーレム線のチャパクア駅があり、ニューヨーク市内への通勤にはこれが利用できる。道路は、ソーミル川パークウェイ（Saw Mill River Parkway）とニューヨーク州道120号（New York State Route 120）が通っている。

## 参照項目
- ウェストチェスター郡 (ニューヨーク州)
- チャパクア (映画) (Chappaqua (film)) - 第27回ヴェネツィア国際映画祭（1966年）の審査員特別賞